# David B. Norman
Pour les articles homonymes, voir Norman.
David Bruce Norman (né le 20 juin 1952 au Royaume-Uni) est un paléontologue britannique, actuellement le principal conservateur de la paléontologie des vertébrés au musée Sedgwick (en) de l'université de Cambridge. Pendant de nombreuses années jusqu'en 2013, il a également été le directeur du Sedgwick Museum. 